# Думар
Думар  (на старонорвежки: Dómarr) е полулегендарен конунг от династията Инглинги. Женен за Дрот, дъщеря на конунга Данп и сестра на крал Дан Велики, от когото е получила своето име Дания.
В Сага за Инглингите Снори Стурлусон разказва, че Думар управлявал дълго и управлението му било белязано от мир и благоденствие. Други сведения той не дава, само отбелязва, че Думар починал след боледуване в Гамла Упсала, после бил отнесен в равнините край река Фирис и изгорен на брега, а на мястото на кладата бил издигнат надгробен камък.
Наследил го синът му Дигве.